# 露絲·漢丁頓-維莉
蘿西·愛麗絲·杭亭頓-懷特莉（英語：Rosie Alice Huntington-Whiteley，1987年4月18日—）是一位英國女超級名模，亦是知名內衣品牌維多利亞的祕密及時裝品牌Burberry的模特兒，她被稱為下一位姬·摩絲。2010年换下了梅根·福克斯，参演《變形金剛3》，在其中担任女主角卡莉·斯賓塞。2015年她參與《瘋狂麥斯：憤怒道》電影，在該片擔任女配角安格海菈。

## 早年生活
蘿西生于英国英格兰德文郡普利茅斯Freedom Fields醫院，他的母親菲歐娜（娘家姓傑克森）是一位健身教練，父親查爾斯·安德魯·漢丁頓-懷特利是一位特許測量師，家中有一弟一妹：托比和佛罗伦萨。她的祖父是政治家赫伯特·漢丁頓-懷特利爵士，她的曾祖母是波兰犹太裔移民。她具有名門的家世，為英國女王維多利亞的遠房親戚。
杭亭頓在德文郡塔維斯托克的一個農莊長大，並且就讀於塔維斯托克大學。她後來表示他在學校時曾被欺負，還被嘲笑擁有雙姓、小乳房和豐滿的嘴脣。

## 模特兒事業

### 踏入時尚界
2003年，當蘿西還是個15歲的學生且還未拿到中等教育普通證書時，她被星探發掘後便加入以倫敦西區為主的模特兒經紀公司Profile Modeling Agency打工。 到了2003年暑假畢業後，16歲的蘿西正式簽約成為模特兒，她的模特兒事業始於Levi's的牛仔褲廣告。蘿西從未想過她能成為模特兒，因她覺得自己不夠漂亮。2004年1月有了第一個突破，蘿西前往紐約拍攝《Teen Vogue》雜誌。是年春季抗杭亭頓在紐約和娜歐蜜·坎貝兒站上伸展台，這也是她的處女秀。接著還由Bruce Weber拍攝為Abercrombie & Fitch宣傳。
2006年初，杭亭頓被時尚專家稱為「下一位姬·摩絲」（the next Kate Moss），並且被選為五位放眼接下來12個月的國際模特兒之一。是年，罗茜·汉丁顿·惠特莉作为模特在美国洛杉矶为《维多利亚的秘密》做宣传。
杭亭頓在時裝界依然默默無名，直到2008年被巴寶莉首席創意總監Christopher Bailey看中，取代艾潔妮絲·迪恩，與演員Sam Riley一同出席巴寶莉秋冬季活動。她首次登上《British Vogue》封面，與卓丹·鄧、Eden Clark於慶祝英國模特兒的2008年11月刊。次年，她為英國服裝品牌Karen Millen春夏宣傳活動站台。杭廷頓·惠特利獲得《ELLE》的2009年度模特兒獎。2009年秋冬，她為歌帝梵巧克力和Miss Sixty的活動做模特兒。
2010年2月杭亭頓正式成為維多利亞的秘密天使超模，為維多利亞的秘密時尚秀做模特兒。是年，由時尚攝影大師泰瑞·李察遜操刀，拍攝裸體的倍耐力年曆。杭亭頓於米蘭時裝週為普拉達走伸展台以及巴黎時裝週的Giles Deacon。於SS10時裝週，他為Monsoon的第一個內衣系列以及Thomas Wylde、Full Circle和VS Online宣傳活動。 3月，她與VOGUE.COM合作，為「今天我的穿著」（Today I'm Wearing）專刊每天分享她的服裝選擇。2010年，她亮相於《哈潑時尚》5月刊封面及《GQ UK》。她特寫於《LOVE》雜誌9月刊封面做為海報女郎。她為巴寶莉於FW10以及首個美女系列廣告做模特兒；其他的廣告代言包括羅威、Thomas Wylde和Leon Max。時裝攝影師Rankin發行了一本完全以她命名的書《Ten Times Rosie》。Rankin認為杭廷頓·惠特利把多樣性帶回了時尚圈。他說道「我們一直在尋找非常瘦且帶有些陽剛的女生一段時間了。蘿西正是當代的模特兒。她只不過是一時的演員，現在她必定會大有作為。」（We've been looking at very, very skinny, almost masculine girls for a long time. [Rosie] really is the model of the moment. She's the actress of the moment. She's definitely going to become something much, much bigger.）為杭亭頓工作多年的名人化妝師Ruby Hammer形容她為“典型”的English rose。
2011年3月，漢丁頓-維莉首次獨占《British Vogue》封面。5月的《美信》，她獲選“最熱門100人”的第1名。 同時在《男人幫》也獲得全球“最性感女人”中的第1名。她亮相於英國七月刊的《ELLE》和《GQ》。
2011年7月，露絲·漢丁頓-維莉被透露將亮相於巴寶莉新款的香水Burberry Body。同時她也在MODELS.COM的「The Money Girls」排名第15名，及「前20名最性感模特兒」排名第3名。
2012年，露絲·漢丁頓-維莉於ELEE時尚獎被評為最時尚偶像。
2013年，露絲·漢丁頓-維莉與海伦娜·博纳姆·卡特及David Gandy共同主演馬莎百貨的Xmas廣告。

## 演艺事业

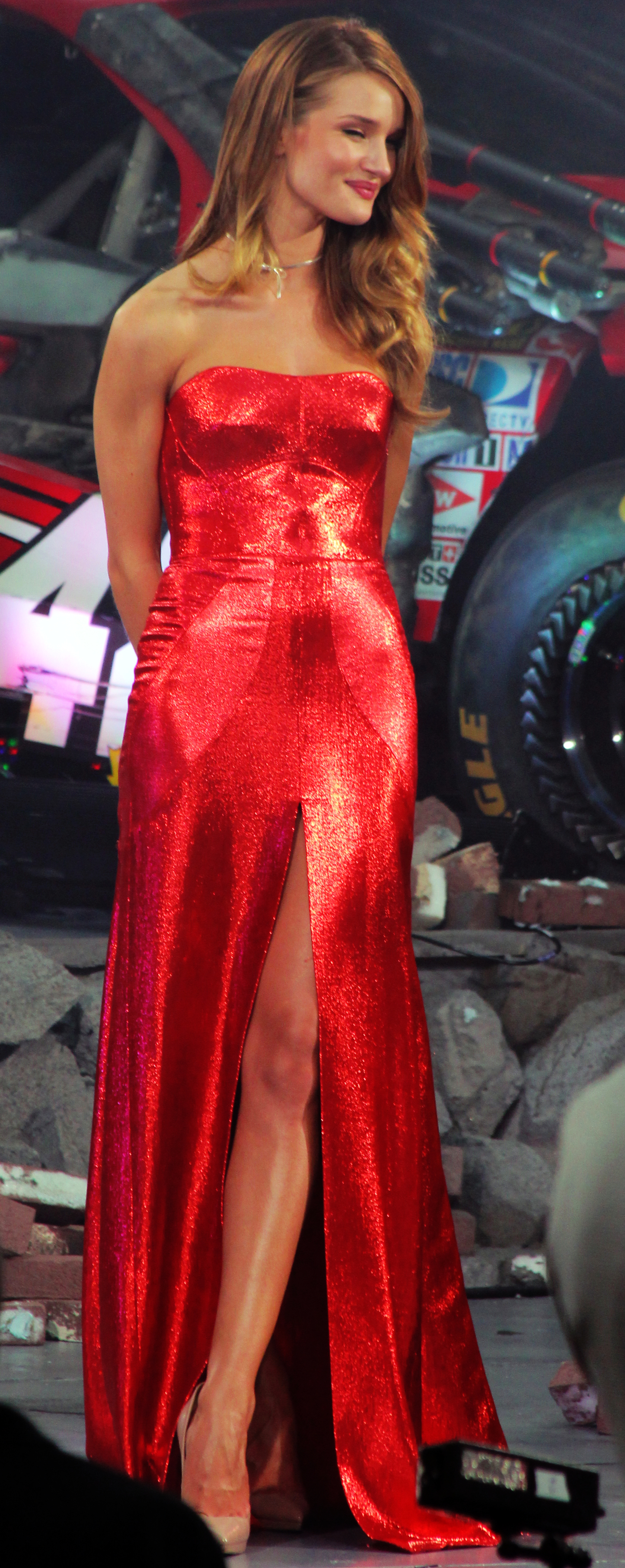
2011年7月漢丁頓-維莉於《變形金剛3》首映會。

2010年，《变形金刚：月黑之时》的女主角梅根·福克斯退出之后，罗露絲·漢丁頓-維莉作为男主角的新女友出现在影片中，而不是替代品。

### 轶事
露絲跟同鄉，名模歌手艾潔妮絲·迪恩不和。露絲跟迪恩原本是好友，但當迪恩火速走紅後，便對露絲不加理會，露絲半年內不停發簡訊給她，迪恩也沒有回應。露絲亦不甘示弱，從迪恩手上搶走知名品牌，Burberry的廣告合約，成為Burberry的2008-2009秋季廣告模特兒。

## 私人生活
2007年8月至2009年10月期間，露絲·漢丁頓-維莉與滾石樂團成員龙尼·伍德的小兒子泰隆·伍德交往。在和伍德分手後，漢丁頓-維莉與法國演員奧利維·馬丁內茲有短暫的交往。2010年4月漢丁頓-維莉與英國演員傑森·史塔森在出席科切拉音樂節後公開了他們的戀情，之後也被拍到他們在比佛利山莊的卡地亞購物。2016年1月，他們宣佈訂婚。2017年6月24日，他們的兒子出生，並取名Jack Oscar， 2022年2月2日，女兒出生，取名Isabella James。

## 作品列表
| 年份 | 標題             | 角色                                    | 附註 |
| ---- | ---------------- | --------------------------------------- | ---- |
| 2011 | 變形金剛3        | 卡莉·斯宾塞（Carly Spencer）            |      |
| 2015 | 瘋狂麥斯：憤怒道 | 美人兒安格海菈（The Splendid Angharad） |      |

## 獎項
| 年份   | 獎項 | 提名作品  | 結果 |
| ------ | --- | --------- | ---- |
| 2011年 | Spike男士選擇獎—我們的新女友 （Spike Guys' Choice Award - Our New Girlfriend）                                            |           | 獲獎 |
| 2011年 | CinemaCon明日之星女新人獎 （CinemaCon Award Female Star of Tomorrow）                                                     | 變形金剛3 | 獲獎 |
| 2011年 | 美國青少年選擇獎 夏季最熱門女影星 Teen Choice Award for Choice Summer Movie Star – Female                                 | 變形金剛3 | 提名 |
| 2011年 | 金酸梅獎 年度最差女配角演員 （Golden Raspberry Award for Worst Supporting Actress）                                       | 變形金剛3 | 提名 |
| 2011年 | 金酸梅獎 年度最差銀幕情侶（與西亞·李畢福） （Golden Raspberry Award for Worst Screen Couple (shared with Shia LaBeouf) ） | 變形金剛3 | 提名 |
| 2011年 | 金酸梅獎 年度最差陣容（與演員陣容） （Golden Raspberry Award for Worst Ensemble(shared with cast) ）                      | 變形金剛3 | 提名 |

## 伸延閱讀
- Rankin Photography: Ten Times Rosie. London: The Full Service, 2010. ISBN 978-0-9563-1555-7.

## 外部連結
- 露絲·漢丁頓-維莉於模特兒目錄（Fashion Model Directory）的相關資料
- 露絲·漢丁頓-維莉在互联网电影资料库（IMDb）上的資料（英文）
- Rosie Huntington-Whiteley (RosieHW)的X（前Twitter）
- 露絲·漢丁頓-維莉的Facebook專頁
- 露絲·漢丁頓-維莉的Instagram帳戶